# 中国西部科技创新港
中国西部科技创新港，又称创新港，是位于中国陕西西咸新区沣西新城的智慧学镇。中国西部科技创新港是中华人民共和国教育部与陕西省人民政府共同建设项目，由西安交通大学与西咸新区联合建设。
西安地铁5号线在创新港南侧设有创新港站，东侧设创新港东站。